# Legge 23 ottobre 1859, n. 3702
La legge 23 ottobre 1859 n. 3702 (nota anche come decreto Rattazzi o legge Rattazzi) fu una legge del Regno di Sardegna, emanata su iniziativa del ministro dell'interno del regno, Urbano Rattazzi, per ridisegnare la geografia amministrativa dello Stato sabaudo dopo l'acquisizione della Lombardia.

## Storia

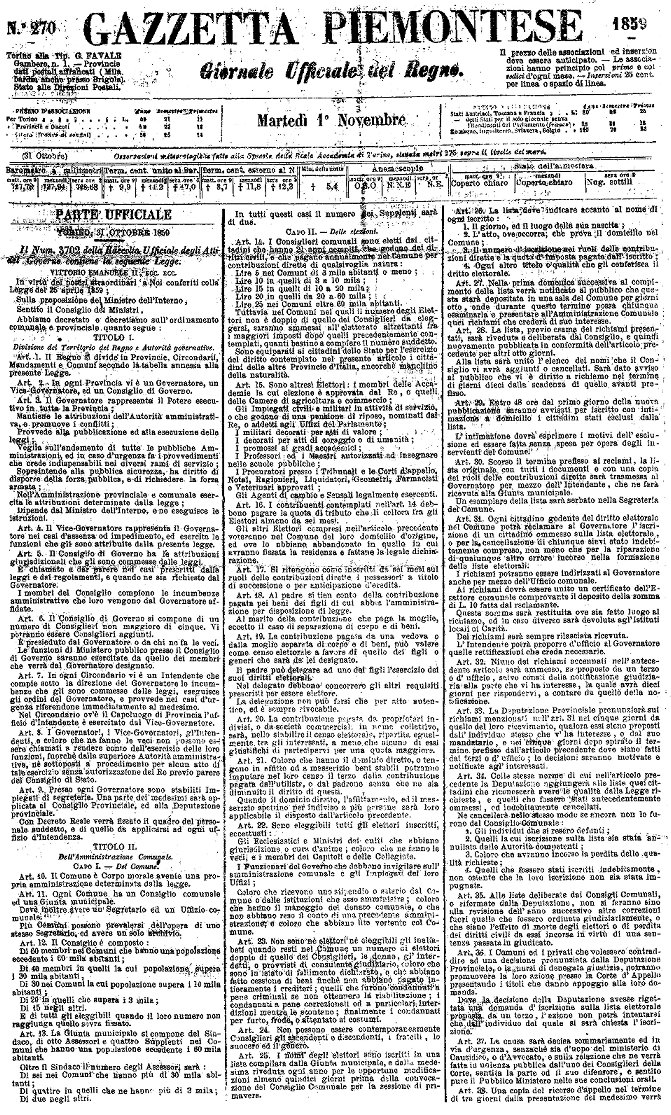
Prima pagina della Gazzetta Piemontese del 1º novembre 1859 con il testo della legge

L'ordinamento contenuto nella legge ispirò un analogo provvedimento di Carlo Farini, dittatore regionale per l'Emilia e l'allora ricompresa provincia di Massa, ossia il decreto del 27 dicembre 1859, n. 79 portante il compartimento territoriale. 
La norma originaria del politico piemontese fu modificata e integrata dal decreto di Vittorio Emanuele II 30 novembre 1859, n. 64 recepente con modificazioni la normativa nazionale, il 24 e il 30 settembre 1860 per le Marche, il 22 settembre 1860 per l'Umbria, il 26 agosto 1860 per la Sicilia, e il 2 gennaio 1861 per il Napoletano.
Dopo l'unità d'Italia la legge 20 marzo 1865, n. 2248 riordinò la materia, ricomprendendo tutti i provvedimenti precedenti: la «Legge sull'amministrazione comunale e provinciale» del 20 marzo, che fu estesa anche alla Toscana che aveva mantenuto un ordinamento particolare.

## Contenuto

### L'organizzazione amministrativa
La norma ridisegnava la geografia amministrativa dell'intero Stato sabaudo, grazie ai poteri concessi temporaneamente al Governo La Marmora a causa dello stato di guerra. Il provvedimento fu applicato anche alla parte del Regno Lombardo-Veneto sottratta al controllo austriaco e ormai in via di annessione al Regno di Sardegna dopo l'armistizio di Villafranca dell'11 luglio 1859 prima della sua ratifica col Trattato di Zurigo e per le quali venne considerato valido il plebiscito di annessione svoltosi nel giugno 1848 e approvato dal parlamento di Torino l'11 luglio 1848 con la legge 747.
Veniva definita con esattezza l'amministrazione locale del Regno di Sardegna che, sul modello francese, venne suddiviso in province, circondari, mandamenti e comuni. Le Divisioni del Regno erano ridenominate province, mentre le antiche province sabaude, di limitata estensione, erano ridenominate circondari. Le province lombarde invece, già piuttosto ampie e profondamente caratterizzate storicamente e culturalmente, subirono poche modifiche: da segnalare l'abolizione della Provincia di Lodi e Crema, spartita fra le province di Milano e di Cremona, e il rimaneggiamento di quella di Pavia, l'unica che venne ad estendersi su territori già appartenuti ai due Stati.
Ogni provincia era guidata da un governatore, poi rinominato Prefetto col regio decreto 9 ottobre 1861 n. 250, nominato dal re, coadiuvato da un vice-governatore, entrambi diretti dipendenti del Ministro dell'interno, con una Deputazione Provinciale che fungeva da giudice amministrativo ed era scelta dal Consiglio Provinciale eletto dai cittadini benestanti. La figura del prefetto era di derivazione francese, ispirata dai prefetti di dipartimento napoleonici, ma si differenziava sostanzialmente nel fatto di essere il rappresentante del solo Ministero dell'interno, mentre la maggioranza degli altri ministeri istituì poteri ed uffici secondari decentrati a livello provinciale, circondariale o mandamentale, concedendo ascolto al prefetto solo come coordinatore.
Al di sotto delle province vi erano i circondari corrispondenti agli arrondissement francesi, la cui finalità era quella di un più particolareggiato controllo del territorio. Differentemente dalle province e in discontinuità con il previgente ordinamento piemontese, i circondari non erano enti locali ma solo puri organi statali consistenti in sottoprefetture guidate da Sottoprefetti, mentre nei capoluoghi tali funzioni erano esercitare dai Viceprefetti, ossia i supplenti dei prefetti. I mandamenti erano invece puri ambiti territoriali di organismi statali, in particolare i tribunali, e non si concretizzavano in alcuna autorità propria; in materia elettorale, essi costituivano i singoli collegi utilizzati per le elezioni provinciali.
Organismi di base dello Stato rimasero i comuni, che mantennero provvisoriamente inalterati i propri territori. A tale livello il cambiamento più significativo investì i grandi comuni della Lombardia dove, sul modello piemontese precedente, al posto dei podestà asburgici vennero insediati i sindaci che, seppur ancora di nomina regia, dovevano però obbligatoriamente essere scelti fra i membri eletti nei consigli comunali. A coadiuvare il sindaco vi era la Giunta Municipale, scelta dai consiglieri fra essi stessi.

### Le elezioni
Le elezioni amministrative si svolgevano in primavera e i consiglieri eletti rimanevano in carica cinque anni a partire da luglio, mentre la carica di assessore e deputato aveva durata annuale e decorreva da gennaio come quella di sindaco, che però durava tre anni.
Erano elettori i cittadini sopra i 21 anni di età che rispondessero a precisi criteri di censo o che esercitassero professioni di particolare rilevanza e prestigio.
In tutto il Regno il consiglio comunale era composto da:
- Sessanta consiglieri, fra i quali andavano scelti otto assessori, nei comuni sopra i 60 000 abitanti;
- Quaranta consiglieri, fra i quali andavano scelti sei assessori, nei comuni sopra i 30 000 abitanti;
- Trenta consiglieri, fra i quali andavano scelti quattro assessori, nei comuni sopra i 10 000 abitanti;
- Venti consiglieri, fra i quali andavano scelti quattro assessori, nei comuni sopra i 3 000 abitanti;
- Quindici consiglieri, fra i quali andavano scelti due assessori, nei restanti comuni.

I consigli provinciali erano composti da:
- Sessanta consiglieri, fra i quali andavano scelti otto deputati, nelle province sopra i 600 000 abitanti;
- Cinquanta consiglieri, fra i quali andavano scelti sei deputati, nelle province sopra i 400 000 abitanti;
- Quaranta consiglieri, fra i quali andavano scelti sei deputati, nelle province sopra i 300 000 abitanti;
- Quaranta consiglieri, fra i quali andavano scelti quattro deputati, nelle province sopra i 200 000 abitanti;
- Venti consiglieri, fra i quali andavano scelti quattro deputati, nelle province restanti.

Le elezioni dei consiglieri si svolgevano per un quinto delle assemblee ogni anno. In forza della legge e per un'unica volta, vennero indette le elezioni amministrative generali, che si svolsero nel gennaio del 1860, mentre successivamente gli eletti vennero suddivisi a sorte in cinque classi, ognuna delle quali doveva andare a rinnovo in un anno diverso. Gli appuntamenti elettorali potevano dover supplire anche a casi di morte o dimissioni, ma in tal caso l'eletto proseguiva il mandato per il solo tempo restante a chi aveva sostituito. Le elezioni generali si sarebbero poi svolte solo in caso di commissariamento per incapacità di eleggere la giunta o la deputazione.
Il sistema elettorale era semplicemente quello del voto plurinominale illimitato: ogni elettore aveva la possibilità di esprimere tante preferenze quanti erano i consiglieri da eleggere. I candidati eletti erano quelli più votati. Nelle province la votazione avveniva per mandamenti: ognuno di essi aveva diritto a eleggere un certo numero di consiglieri (per lo più uno o due). 

### Le province

La suddivisione provinciale determinata dal decreto Rattazzi

Le province disegnate dal decreto furono:
- Alessandria, comprendente le attuali province di Alessandria ed Asti;
- Annecy, attuale dipartimento francese dell'Alta Savoia, ceduta alla Francia nel 1860;
- Bergamo, che ha subito da allora solo assestamenti marginali dei confini;
- Brescia, cui vennero aggregati i comuni mantovani più settentrionali conquistati con la guerra;
- Cagliari, che all'epoca comprendeva anche la parte meridionale dell'odierna provincia di Nuoro, nonché tutte le attuali province di Oristano e Sud Sardegna;
- Ciamberì, attuale dipartimento della Savoia, ceduta alla Francia nel 1860;
- Como, comprendente anche la gran parte dell'attuale provincia di Varese e quasi tutta l'odierna provincia di Lecco;
- Cremona, che comprendeva anche i comuni mantovani passati all'Italia in quanto a destra del fiume Oglio che costituiva la linea d'armistizio;
- Cuneo, i cui confini verso le altre province italiane sono rimasti quasi invariati da allora;
- Genova, comprendente le attuali province di Genova, Savona e La Spezia, eccetto i comuni di Rondanina, Fascia, Gorreto, Rovegno e Fontanigorda;
- Milano, comprendente anche una parte dell'attuale provincia di Varese e tutte le attuali province di Lodi e Monza e Brianza;
- Nizza, comprendente l'attuale Arrondissement di Nizza, ceduto alla Francia in parte nel 1860 e nella restante parte nel 1947, e l'odierna provincia di Imperia, che dopo il 1860, come unica parte della provincia di Nizza entrata nel Regno d'Italia, divenne Provincia di Porto Maurizio[11];
- Novara, comprendente le attuali province di Novara, Vercelli, Biella e del Verbano-Cusio-Ossola;
- Pavia, che restituì a Milano i comuni che le erano stati assegnati dagli Asburgo, ma che fu largamente restaurata nei territori che le erano stati propri fino all'inizio del Settecento e che le erano stati progressivamente tolti dall'espansionismo dello Stato sabaudo; comprendeva alcuni comuni in Val Trebbia poi passati (1923) a Piacenza e Genova.
- Sassari, che all'epoca comprendeva anche la parte settentrionale dell'odierna provincia di Nuoro;
- Sondrio, l'unica ad essere perfettamente identica ad oggi, e peraltro anche immutata rispetto al periodo asburgico;
- Torino, comprendente le attuali province di Torino ed Aosta (ed alcuni territori montani ceduti alla Francia nel 1947).